# Los Martínez del Puerto
La pedanía de Los Martínez del Puerto es una pedanía al sur del municipio de Murcia en la Región de Murcia (España), situada en el llamado Campo de Murcia, perteneciente a la comarca natural del Campo de Cartagena a unos 22 km de la capital, muy cerca del conocido Puerto de la Cadena cuyo topónimo hace referencia precisamente a este paso montañoso. Cuenta con una extensión aproximada de 29,625 km² y una población de 1.392 habitantes (INE 2005), de la que 838 son extranjeros y de esos, 784 son de Marruecos según el INE de 2004.

## Geografía
Límites:
- Norte: pedanías de Baños y Mendigo y Gea y Truyols.
- Oeste: pedanía de Valladolises y Lo Jurado.
- Este: municipio de Torre-Pacheco.
- Sur: nuevamente con la pedanía de Valladolises y Lo Jurado y con el municipio citado.

## Historia
El origen del pueblo se remonta al siglo XIII, momento en el cual se conoce como mayorazgo de la familia Martínez, que le daría nombre y que vendría a recrear un nuevo caserío, tras la reconquista cristiana, sobre un antiguo rafal islámico.

## Economía
Los Martínez sigue siendo hoy día una localidad dedicada al cultivo de sus campos de secano, con hortalizas como la alcachofa y el haba. Tanto el sector de la construcción como el de los servicios también está presente en su dinámica económica.

## Patrimonio
Como ocurre en muchos otros parajes del campo murciano todavía se pueden observar los restos de antiguos aljibes y molinos, además de fincas con peculiares villas, como es el caso de Villa Chitina, cuya primera construcción se remonta al siglo XVIII.
Casona de Las Frailas, reconstruido posteriormente en un restaurante, (siglo XVIII); Molino de Viento; Iglesia Parroquial de Nuestra Señora de las Maravillas (siglo XIX); Ermita de Lo Campuzano (siglo XVII); Torre del Arráez, Finca El Merino (siglo XIII); Cruz de El Camino (siglo XVII); Cruz de los Caídos, en la Plaza de Nuestra Señora de las Maravillas (siglo XX); Almazara del Tío Guita, en el Camino de Lo Conejero (siglo XIX).
* Rincones emblemáticos:
Barrio de El Castillo; Calle del Sol y Calle de la Luz; Casona de la Avda. Eusebia Gómez; Plaza de los Ángeles; Caserío de Los Ruices; Casona de Villa Chitina - Lo Conejero; Casas Altas; Ermita de Lo Campuzano, anterior residencia de la Virgen de las Maravillas; La Pinada.
* Rutas turísticas:
Rambla del Hondón; Camino de Trashumancia; Vereda de Torre-Pacheco; Sendero de Gran Recorrido del Camino de Santiago; desde la Plaza de los Ángeles a la Casona de Villa Chitina - Lo Conejero; La Pinada; Casas Altas.

## Fiestas y tradiciones
Fiestas de Nuestra Señora la Virgen de las Maravillas. Las fiestas locales más populares de Los Martínez están dedicadas a la Virgen de las Maravillas, con la peculiaridad de que son celebradas a lo largo de todo el mes de junio, durante los fines de semana del mismo. 
Noche de la Yesa y Tostonada (noche víspera de Todos los Santos); Hogueras de San Juan (noche del 23 de junio); Quema de las Barbas de San Pedro (noche del 28 de junio); Convites de Navidad para todos los asistentes al evento de productos de la tierra y degustación de productos navideños (todo gratuito y elaborado por los habitantes de la pedanía); Belén Parroquial (ganador de cinco primeros premios de la Asociación Belenista de Murcia); Carnavales- Desfile de Máscaras y Coronación Rey y Reina del Carnaval; Viacrucis en Semana Santa; elaboración de las Flores de Novia, durante la época de Semana Santa.
* Patronos:
Nuestra Señora la Virgen de las Maravillas y San Pedro Apóstol.

## Aeródromo
La pedanía cuenta con un aeródromo privado, denominado Aeródromo de Los Martínez del Puerto.